# باول سالي
باول سالي (بالإنجليزية: Paul Sally)‏ هو رياضياتي أمريكي، ولد في 29 يناير 1933 في Roslindale ‏ في الولايات المتحدة، وتوفي في 29 ديسمبر 2013 في شيكاغو في الولايات المتحدة بسبب مرض.

## وصلات خارجية
- باول سالي على موقع IMDb (الإنجليزية)